# Zgornje Gorče
Zgornje Gorče este o localitate din comuna Braslovče, Slovenia, cu o populație de 62 de locuitori.